# 小行星7271
小行星7271（7271 Doroguntsov）是一颗绕太阳运转的小行星，为主小行星带小行星。该小行星于1979年9月22日发现。

## 轨道参数
小行星7271的轨道半长轴为3.1105947 UA，离心率为0.269。